# Affaire French Bukkake
Le texte peut changer fréquemment, n’est peut-être pas à jour et peut manquer de recul. 
Le titre et la description de l'acte concerné reposent sur la qualification juridique retenue lors de la rédaction de l'article et peuvent évoluer en même temps que celle-ci.
L'affaire French Bukkake démarre en octobre 2020 à Paris avec une série de mises en examen pour viol, proxénétisme et traite d’être humain, et concerne le site internet French Bukkake, détenu par Pascal Ollitrault (dit Pascal OP), qui diffuse des vidéos pornographiques d’une extrême violence.    

## Contexte
Selon un rapport du Haut Conseil à l’égalité entre les femmes et les hommes, ces affaires judiciaires font exception, et l’industrie pornographique profite d'une large impunité pour banaliser des « atteintes graves à la dignité humaine ». Les victimes sont principalement des jeunes femmes et sont ciblées pour leur précarité.
Un rapport d'information de la délégation aux droits des femmes au Sénat, publié le 27 septembre 2022, « Porno : l'enfer du décor - Rapport » qui évoque entre autres les affaires French Bukkake et Jacquie et Michel tire des conclusions similaires.

## Affaire judiciaire
L'enquête révèle que Julien D., qui se présentait sous le nom d’Axelle Vercoutre, appâtait de jeunes femmes sur les réseaux sociaux avec des promesses de larges rémunérations, pour leur faire tourner des vidéos pornographiques ; mais les très nombreuses victimes expliquent avoir été violées devant la caméra pour le tournage, sous la menace, de scènes très dégradantes, en particulier des scènes de bukkake montrant des dizaines d’hommes éjaculer sur la même femme,.
Mat Hadix, qui travaillait aussi pour la plate-forme de vidéos du producteur Marc Dorcel et pour le site Jacquie et Michel, fournissait le matériel technique et les appartements pour les tournages. Un intermédiaire recrutait les acteurs masculins amateurs,.
Les femmes étaient aussi escroquées lorsqu'elle demandaient la suppression de la vidéo en ligne,. Les victimes témoignent de grandes difficultés psychologiques à la suite de ces tournages. Certaines tentent des démarches judiciaires dès 2017, mais la police ne réagit pas : les alertes à Toulouse, Brignoles, Les Andelys, et Reims (où réside Julien D.) sont toutes ignorées, jusqu'à l'enquête de gendarmerie de la section de recherches de Paris qui débute en mars 2020, et inclut une première vague d’arrestations et de perquisitions en octobre de cette année-là,,,. Ce sont 42 personnes qui se sont portées parties civiles dans cette affaire, ainsi que quatre associations, Les Effrontées, le Mouvement du Nid, Osez le féminisme et la Ligue des droits de l'Homme.
Pascal Ollitrault et ses associés utilisent la même défense : selon eux, les femmes étaient consentantes. Selon les enquêteurs au contraire, les protagonistes étaient conscients de la violence qu’ils exerçaient, et le parquet demande dans son réquisitoire en juillet 2023 le renvoi de dix-sept personnes (producteurs, réalisateurs ou acteurs) devant la cour criminelle pour des faits de viol (commis souvent en réunion), traite d’êtres humains, proxénétisme aggravé, et travail dissimulé,,. Certains avocats des victimes font appel de cette ordonnance pour faire valoir des circonstances aggravantes (sexisme, racisme, actes de torture et de barbarie) et obtenir que le procès ait lieu en cour d’assises,.
Le 14 décembre 2023, la chambre de l’instruction de la Cour d’appel de Paris renvoie le dossier à l’instruction. Elle ordonne « un supplément d'information pour mise en examen supplétive du chef de viol en réunion d'une personne déjà mise en examen pour d'autres viols ». Cette décision doit intervenir « avant le 14 avril 2024, date à laquelle la chambre de l'instruction statuera sur le fond ». La cour d'appel de Paris a finalement repoussé au 23 janvier 2025 sa décision au sujet des recours intentés sur le renvoi en procès.
Dans une série d'articles parus dans Médiapart, le journaliste Robin d'Angelo montre que de nombreux acteurs et producteurs auraient participé aux violences des deux principaux accusés ou les auraient couvertes, et cible en particulier les diffuseurs Marc Dorcel et  Jacquie et Michel,.
Pascal OP a été remis en liberté le 3 octobre 2024. Les 17 autres personnes mises en cause ont également été libérées de prison et comparaitront libres à leur procès.
En mai 2025, la Cour de cassation retient les circonstances aggravantes de « sexisme » et de « racisme », mais pas celles de « tortures et actes de barbarie », aussi rejetées par la cour d’appel. La cour indique en outre que l’accusation peut être retenue contre quiconque « tire profit ou s’enrichit, en violation de l’ensemble des règles qui régissent le tournage de films pornographiques, de la participation payante de tiers à des activités sexuelles filmées et de la vente de vidéos ainsi réalisées ». Avec ces circonstances aggravantes, les peines encourues passent de vingt à trente ans et l'affaire relève donc désormais de la cour d’assises  et non plus de la cour criminelle.

## Débats juridiques et sémantiques
En droit français la pornographie n’est réprimée que si elle concerne les mineurs, et le proxénétisme n'est pas défini en lien avec l'activité pornographique mais avec celle de prostitution, laquelle n'est pas explicitement définie. Pour qualifier les délits, les magistrats devront donc s'appuyer sur une  jurisprudence complexe, en particulier il n'est pas sûr que la pornographie puisse être considérée comme une activité prostitutionnelle.

## Documents
- Sous nos regards - récits de la violence pornographique, éd. Seuil, avril 2025. Ouvrage collectif.
- « Affaires French Bukkake et Jacquie et Michel : « Dans ces vidéos, on nous a totalement déshumanisées » », sur Mediapart, 10 avril 2025 (consulté le 11 avril 2025).
- Haut Conseil à l'Égalité entre les femmes et les hommes, « Rapport - PORNOCRIMINALITE : mettons fin à l'impunité de l'industrie pornographique », sur haut-conseil-egalite.gouv.fr, 2023 (consulté le 27 septembre 2023).
- Rapport d'information de la délégation aux droits des femmes du Sénat, publié le 27 septembre 2022, « Porno : l'enfer du décor - Rapport ».
- Sonia Kronlund, « Violences dans la pornographie » [audio], sur France Culture, 20 février 2024 (consulté le 21 février 2024).